# Nappa (pellame)

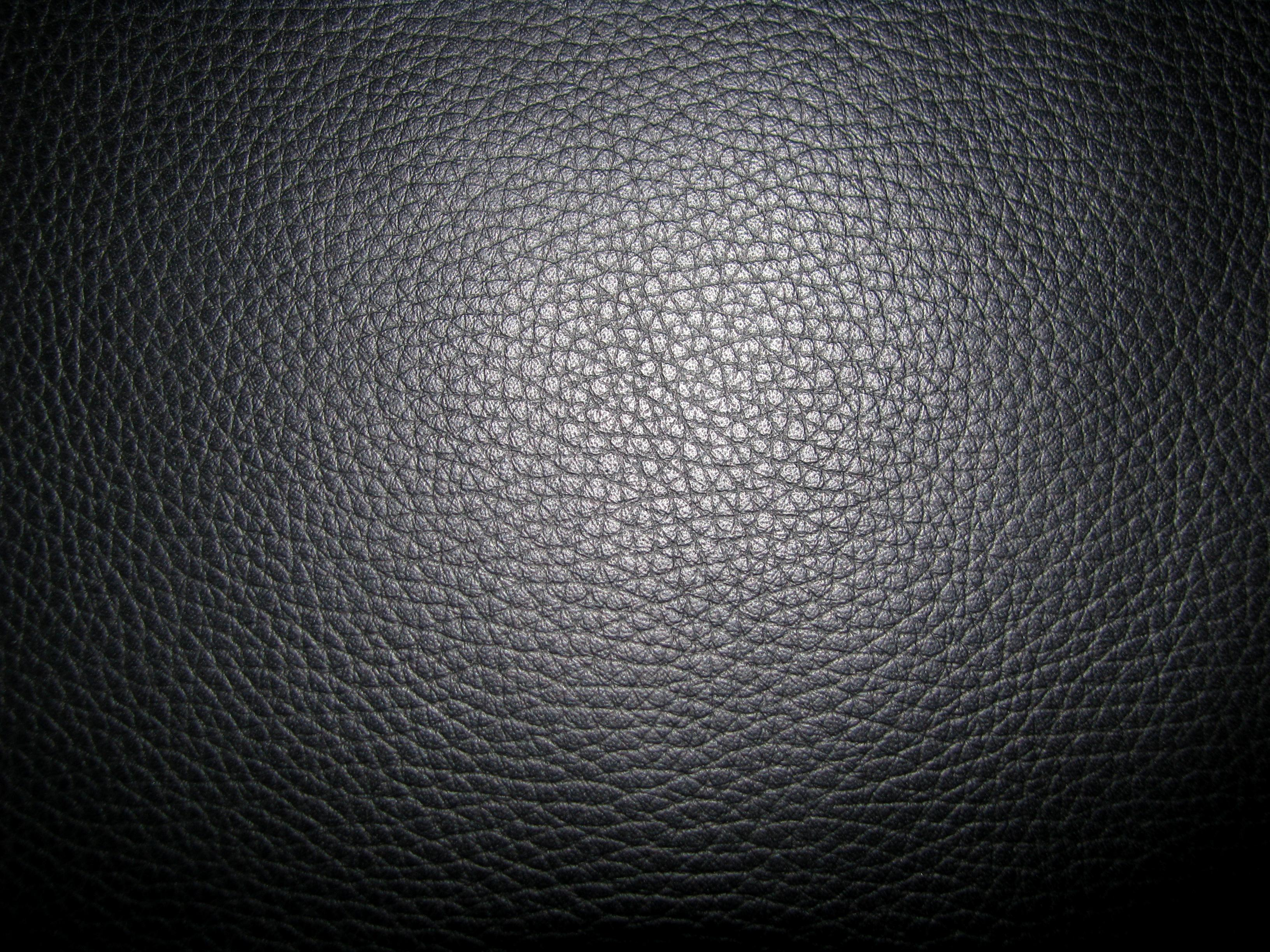
Nappa colorata

La nappa è un tipo di pelle o cuoio molto morbido e soffice, con la superficie naturale e non ricoperta da film o pellicole che nascondono la "grana" tipica dell'animale da cui proviene (pelle pieno fiore anilina). Può essere prodotta mediante concia dalla pelle di qualsiasi animale, ma è più frequente la "nappa ovina".

## Etimologia
Tradizionalmente si fa risalire nappa da mappa a causa di una dissimilazione della serie  m...p in n...p. Ci sono tuttavia altre ipotesi, come quella che prenda il nome da dei guanti fabbricati nella Napa Valley in California.

## Tipi e utilizzi
La nappa può essere prodotta con concia a partire dalla pelle di qualsiasi animale (nappa bovina, ovina, di maiale ecc.) con adeguate tecnologie, ma è più frequente la "nappa ovina" perché le pelli ovine, per la loro naturale struttura, ben si prestano alla produzione di questo tipo di cuoio.
A seconda dell'utilizzo, si parla di "nappa per guanti", "nappa per abbigliamento", "nappa per calzature", ecc. 
Molto usata anche come rivestimento dei sedili delle autovetture.